# Tiouracil
Tiouracil je sumporni analog uracila, kao i familija molekula baziranih na toj strukturi. Ova supstanca je istorijski značajna u pripremi antitiroida. Tiouracil je prvi put korišten 1943. kao terapija za Gravesovu bolest. Lek je ostao u oputrebi.

## Spoljašnje veze
|  | Molimo Vas, obratite pažnju na važno upozorenje u vezi sa temama iz oblasti medicine (zdravlja). |